# Fraortes
Fraortes var en kung i Mediska imperiet och regerade mellan  655 – 633 f.Kr. enligt Herodotos. Han var son till kung Deïokes och efterträddes av den skytiska kungen Madius som i sin tur efterträddes av Fratortes son Kyaxares. 
Som hans far startade Fraortes krig mot Assyrien, men blev besegrad och dödad av Ashurbanipal, kungen av Assyrien. 